# Lukas Graham (álbum de 2012)
Lukas Graham é o álbum de estreia da banda Lukas Graham. Foi lançado em 26 de março de 2012 pela Copenhagen Records. O mesmo atingiu o primeiro lugar nas paradas musicais dinamarqueses, ficou no topo por 15 semanas e foi certificado seis vezes platina. O álbum inclui os singles "Ordinary Things", "Drunk in the Morning" e "Criminal Mind"; A reedição internacional acrescentou "Better Than Yourself (Mente Criminal Pt 2)". Algumas faixas deste álbum foram adicionadas ao seu segundo lançamento, comumente chamado de Blue Album.

## Faixas
Todas as faixas escritas e compostas por Lukas Forchhammer e Sebastian Fogh Mads, exceto a 5ª e 12ª. Todas faixas produzidas por Backbone, menos a 5ª. 
| Edição original (Dinamarca) |                                    |                                                    |              |         |  |
| N.º                         | Título                             | Compositor(es)                                     | Produtor     | Duração |  |
| 1.                          | "Ordinary Things"                  | Emil Nielsen Stefan Forrest                        |              | 3:27    |  |
| 2.                          | "Nice Guy"                         | Morten Ristorp Forrest                             |              | 3:35    |  |
| 3.                          | "Drunk in the Morning"             | Morten Ristorp Forrest Magnús Larsson Mark Falgren |              | 3:30    |  |
| 4.                          | "When You're with Me (interlúdio)" | Morten Ristorp Forrest                             |              | 1:07    |  |
| 5.                          | "Red Wine"                         | Brandon Beal Mauro Verdi                           | Brandon Beal | 5:24    |  |
| 6.                          | "Apologize"                        | Forrest                                            |              | 3:21    |  |
| 7.                          | "Criminal Mind"                    | Morten Ristorp Falgren Forrest                     |              | 3:05    |  |
| 8.                          | "Don't Hurt Me This Way"           | Morten Ristorp Forrest                             |              | 2:59    |  |
| 9.                          | "Moving Alone"                     | Forrest                                            |              | 4:22    |  |
| 10.                         | "Oohhh (interlúdio)"               | Forrest                                            |              | 0:37    |  |
| 11.                         | "Never Let Me Down"                | Beal Forrest                                       |              | 3:26    |  |
| 12.                         | "Before the Morning Sun"           | Verdi                                              |              | 4:18    |  |

Todas as faixas escritas e compostas por Forchhammer e Sebastian Fogh Mads, exceto a 5ª e 9ª, que também são as únicas não produzidas por Backbone. 
| Relançamento e edição alemã |                                               |                                                    |              |         |  |
| N.º                         | Título                                        | Compositor(es)                                     | Produtor     | Duração |  |
| 1.                          | "Ordinary Things"                             | Emil Nielsen Stefan Forrest                        |              | 3:27    |  |
| 2.                          | "Nice Guy"                                    | Morten Ristorp Forrest                             |              | 3:35    |  |
| 3.                          | "Drunk in the Morning"                        | Morten Ristorp Forrest Magnús Larsson Mark Falgren |              | 3:30    |  |
| 4.                          | "When You're with Me (interlúdio)"            | Morten Ristorp Forrest                             |              | 1:07    |  |
| 5.                          | "Red Wine"                                    | Brandon Beal Mauro Verdi                           | Brandon Beal | 5:24    |  |
| 6.                          | "Apologize"                                   | Forrest                                            |              | 3:21    |  |
| 7.                          | "Daddy, Now That You're Gone (Ain't No Love)" |                                                    |              | 4:43    |  |
| 8.                          | "Criminal Mind"                               | Morten Ristorp Falgren Forrest                     |              | 3:05    |  |
| 9.                          | "Better Than Yourself (Criminal Mind Pt 2)"   | Rasmus Hedegaard Beal                              | Hedegaard    | 4:22    |  |
| 10.                         | "Don't Hurt Me This Way"                      | Morten Ristorp Forrest                             |              | 2:59    |  |
| 11.                         | "Moving Alone"                                | Forrest                                            |              | 4:22    |  |
| 12.                         | "Oohhh (interlúdio)"                          | Forrest                                            |              | 0:37    |  |
| 13.                         | "Never Let Me Down"                           | Beal Forrest                                       |              | 3:26    |  |
| 14.                         | "Before the Morning Sun"                      | Verdi                                              |              | 4:18    |  |

## Desempenho musical
| Parada musical (2012) | Melhor posição |
| --------------------- | -------------- |
| Dinamarca (Hitlisten) | 1              |

| Parada musical (2016) | Posição |
| --------------------- | ------- |
| Dinamarca (Hitlisten) | 30      |
| Parada musical (2017) | Posição |
| Dinamarca (Hitlisten) | 62      |
| Parada musical (2018) | Posição |
| Dinamarca (Hitlisten) | 62      |

| Região                                                                                             | Certificação | Vendas   |
| -------------------------------------------------------------------------------------------------- | ------------ | -------- |
| Dinamarca (IFPI Dinamarca)                                                                         | 7× Platina   | 140,000^ |
| Países Baixos (NVPI)                                                                               | Ouro         | 25,000^  |
| *números de vendas baseados somente na certificação ^distribuições baseadas apenas na certificação |              |          |

## Histórico de lançamento
| País      | Lançamento          | Formato             | Gravadora          |
| --------- | ------------------- | ------------------- | ------------------ |
| Dinamarca | 26 de março de 2012 | Download digital CD | Copenhagen Records |